# Sainte-Feyre-la-Montagne
Sainte-Feyre-la-Montagne este o comună în departamentul Creuse din centrul Franței. În 2009 avea o populație de 125 de locuitori.

## Evoluția populației
| An        | 1975 | 1982 | 1990 | 1999 | 2006 | 2009 |
| --------- | ---- | ---- | ---- | ---- | ---- | ---- |
| Populație | 133  | 144  | 144  | 122  | 104  | 125  |